# 天仙硐物價石刻
天仙硐物價石刻位於四川省瀘州市納溪區，文物遺址年代判定為清。2012年7月16日公佈為第八批四川省文物保護單位。
天仙硐物價石刻位於四川省瀘州市納溪區天仙鎮新場村，亦稱“天仙硐物價碑”，刻於清光緒二十一年（1895）。文革時期，天仙硐寺被毀，天仙硐物價石刻倖免於難。天仙硐物價石刻雕刻於山腰紅砂岩之上，由物價碑刻、天仙硐遊記碑刻、功德碑刻組成，共高5.4米，離地2.65米，寬11.9米。其中天仙硐遊記碑刻、功德碑刻部分受損。而物價碑保存較完整，碑刻正文寬4米，高2.75米。天仙銅物價石刻全文共271字，楷書陰刻，主要記載了從清順治十年至光緒十三年(1653-1887)234年間，川南地區物價變遷和自然災害、水文等情況，記述內容廣泛，具有較高的歷史價值。1989年，天仙硐物價石刻被瀘州市人民政府公佈為市級文物保護單位。